# Opius montanus
Opius montanus är en stekelart som först beskrevs av William Harris Ashmead 1890.  Opius montanus ingår i släktet Opius och familjen bracksteklar. Inga underarter finns listade i Catalogue of Life.